# Michail Ivanovič Eršov
Michail Ivanovič Eršov (10 dicembre 1924 – San Pietroburgo, 24 settembre 2004) è stato un regista sovietico.

## Filmografia parziale

### Regista
- Pod stuk kolёs (1958)
- Ljublju tebja, žizn'! (1960)
- Posle svad'by (1962)
- Rodnaja krov' (1963)
- Poputnogo vetra, Sinjaja ptica (1967)
- Na puti v Berlin (1969)
- Afrikanyč (1969)
- Chozjain (1970)
- Dožit' do rassveta (1975)
- V starych ritmach (1982)